# Heshmat Mohajerani
Heshmat Mohajerani (en persan : حشمت مهاجرانى), né le 11 décembre 1938 à Mashhad, est un ancien footballeur iranien devenu entraîneur.

## Biographie
Mohajerani est connu comme étant le premier sélectionneur à réussir à qualifier l'Iran pour une Coupe du monde de football, en 1978.
Il remporte par ailleurs la Coupe d'Asie des nations 1976 avec l'équipe d'Iran.